# 長美體鳗
長美體鰻，又稱長錐體糯鰻 (Ariosoma anale)，為輻鰭魚綱鰻鱺目糯鰻科的其中一個種，由Felipe Poey於1860年描述，最初屬於康吉鰻屬，分布於西大西洋美國佛羅里達州南部到巴拿馬與圭亞那；東大西洋幾內亞灣海域，深度11至63公尺，本魚體延長，至尾鰭漸細，眼睛大，肛門前側線孔59個，背鰭和臀鰭有黑色邊緣，體長可達36.3公分，棲息於岩石的或沙質底部海域，為底棲性魚類，生活習性不明。